# Radek Petr
Radek Petr (ur. 24 lutego 1987 w Karniowie) – czeski piłkarz występujący na pozycji bramkarz w czeskim klubie Hanácká Slavia Kromieryż B. Młodzieżowy reprezentant Czech, srebrny medalista mistrzostw świata w piłce nożnej do lat 20. w 2007.
Z profesjonalnym futbolem pożegnał się w 2014 roku, później grał w klubach z niższych, amatorskich lig.

## Sukcesy

### Klubowe
Łudogorec Razgrad
- Mistrzostwo Bułgarii: 2011/2012
- Zdobywca Pucharu Bułgarii: 2011/2012

### Reprezentacyjne
Czechy U-20
- Wicemistrzostwo świata: 2007